# Австрийская государственная премия по европейской литературе
Австрийская государственная премия по европейской литературе, иначе — Европейская литературная премия (нем. Österreichischer Staatspreis für Europäische Literatur, Europäischer Literaturpreis) — литературная награда, присуждаемая европейским писателям Федеральным правительством Австрии. В 1964 году была учреждена Федеральным министерством образования и искусства Австрии как премия Николауса Ленау, в 1965 году получила нынешнее название. Денежное выражение премии — 25 тыс. евро.

## Лауреаты
- 1965 — Збигнев Херберт ( Польша)
- 1966 — Уистан Хью Оден ( Великобритания)
- 1967 — Васко Попа ( Югославия)
- 1968 — Вацлав Гавел ( Чехия)
- 1969 — не вручалась
- 1970 — Славомир Мрожек ( Польша)
- 1971 — Эжен Ионеско ( Румыния)
- 1972 — Петер Хухель ( ГДР)
- 1973 — Гарольд Пинтер ( Великобритания)
- 1974 — Шандор Вёреш ( Венгрия)
- 1975 — Павел Когоут ( Югославия)
- 1976 — Итало Кальвино ( Италия)
- 1977 — Фульвио Томицца ( Италия)
- 1978 — Симона де Бовуар ( Франция)
- 1979 — не вручалась
- 1980 — Сара Кирш ( ГДР)
- 1981 — Дорис Лессинг ( Великобритания)
- 1982 — Тадеуш Ружевич ( Польша)
- 1983 — Фридрих Дюрренматт ( Швейцария)
- 1984 — Криста Вольф ( ГДР)
- 1985 — не вручалась
- 1986 — Станислав Лем ( Польша)
- 1987 — Милан Кундера ( Чехия)
- 1988 — Анджей Щипёрский ( Польша)
- 1989 — Маргерит Дюрас ( Франция)
- 1990 — Хельмут Хайсенбюттель ( Германия)
- 1991 — Петер Надаш ( Венгрия)
- 1992 — Салман Рушди ( Швейцария)
- 1993 — Чингиз Айтматов ( Кыргызстан)
- 1994 — Ингер Кристенсен ( Дания)
- 1995 — Ильзе Айхингер ( Австрия)
- 1996 — Александр Тишма ( Сербия)
- 1997 — Юрг Ледерах ( Швейцария)
- 1998 — Антонио Табукки ( Италия)
- 1999 — Дубравка Угрешич ( Хорватия)
- 2000 — Антонио Лобо Антунеш ( Португалия)
- 2001 — Умберто Эко ( Италия)
- 2002 — Кристоф Хайн ( Германия)
- 2003 — Сейс Нотебоом ( Нидерланды)
- 2004 — Джулиан Барнс ( Великобритания)
- 2005 — Клаудио Магрис ( Италия)
- 2006 — Хорхе Семпрун ( Испания)
- 2007 — А. Л. Кеннеди ( Великобритания)
- 2008 — Агота Кристоф ( Швейцария)
- 2009 — Пер Улов Энквист ( Швеция)
- 2010 — Пауль Низон ( Швейцария)
- 2011 — Хавьер Мариас ( Испания)
- 2012 — Патрик Модиано ( Франция)
- 2013 — Джон Бэнвилл ( Ирландия)
- 2014 — Людмила Улицкая ( Россия)[2]
- 2015 — Мирча Кэртэрэску ( Румыния)
- 2016 — Анджей Стасюк ( Польша)
- 2017 — Карл Уве Кнаусгор ( Норвегия)
- 2018 — Зэди Смит ( Великобритания)
- 2019 — Мишель Уэльбек ( Франция)
- 2020 — Драго Янчар ( Словения)
- 2021 — Ласло Краснахоркаи ( Венгрия)
- 2022 — Али Смит ( Шотландия)
- 2023 — Мари Ндьяй ( Франция)[3]
- 2024 — Йоанна Батор ( Польша)
- 2025 — Сергей Жадан ( Украина)